# Classe '73
Classe '73 è il sesto album in studio del rapper italiano Bassi Maestro, pubblicato nel 2003 dalla Vibrarecords.

## Tracce
1. Vinco io
2. Tu lo sai
3. Glory and Frustration
4. 1-2-3 Pt. 2
5. Goditi la vita (feat. Rido)
6. Giorni matti (feat. Ape & Zampa)
7. Il segreto
8. Smiling Faces
9. Cosa succede?! (Skit)
10. Cosa succede?! (feat. Supa)
11. The Cognac Sipper
12. La vita è maledetta
13. Giuda (The Bad Seed) (feat. FK)
14. Classe '73

Tracce bonus
1. The Show Off (Skit)
2. The Show Off (feat. Rido)

## Formazione
- Bassi Maestro – voce, produzione (tracce 6, 9, 10, 13, 15 e 16)
- FT3 – produzione (tracce 1 e 5)
- Kup – produzione (traccia 2)
- DJ Shocca – produzione (tracce 3 e 14)
- Hakeem – produzione (tracce 4 e 11)
- Rido – voce aggiuntiva (tracce 5 e 16)
- Ape – voce aggiuntiva (traccia 6)
- Zampa – voce aggiuntiva (traccia 6)
- DJ Zeta – produzione (tracce 7 e 12)
- Mace – produzione (traccia 8)
- Supa – voce aggiuntiva (traccia 10)
- FK – voce aggiuntiva (traccia 13)